# Sihanoukville (Stadt)

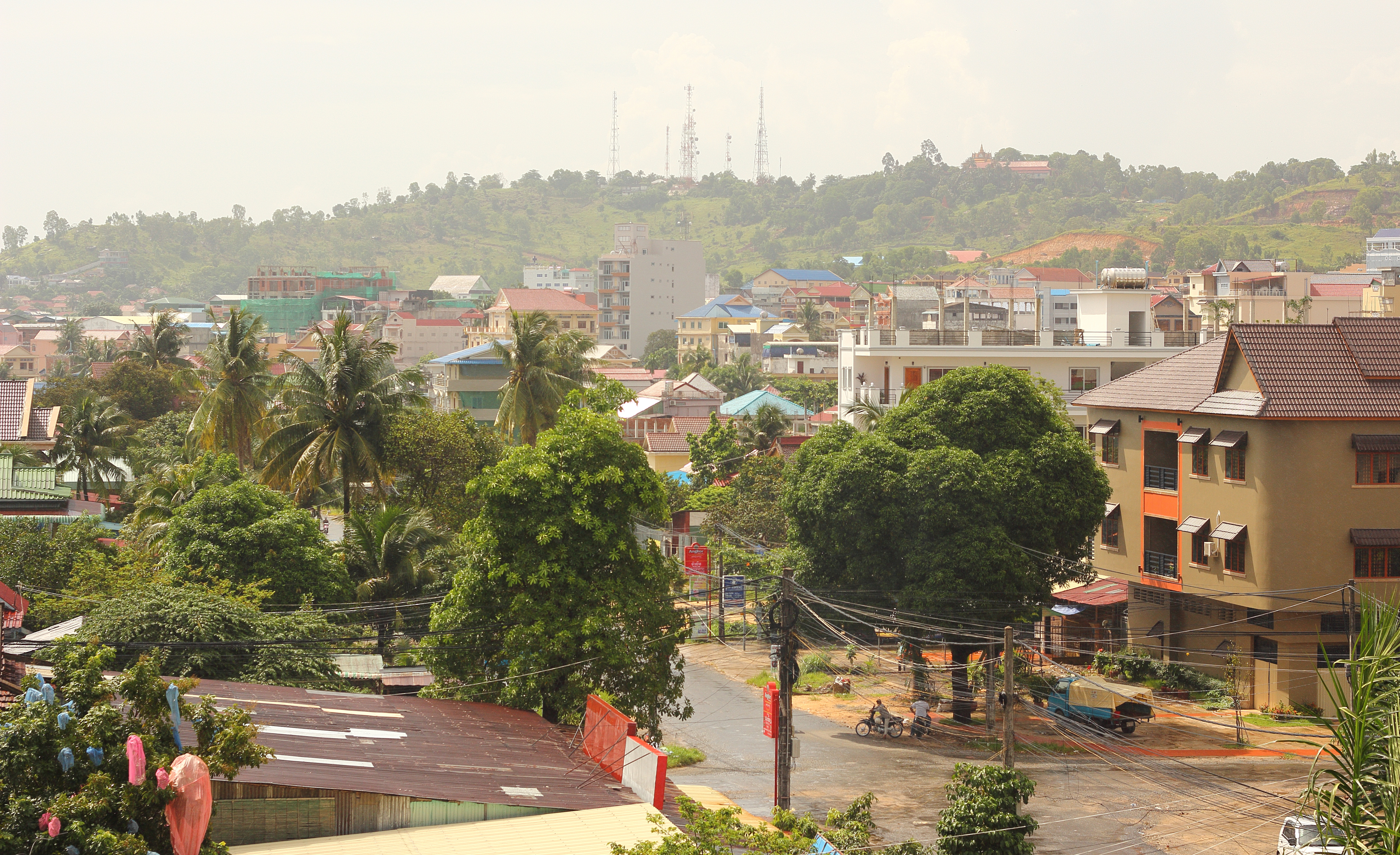
Sihanoukville (2014)

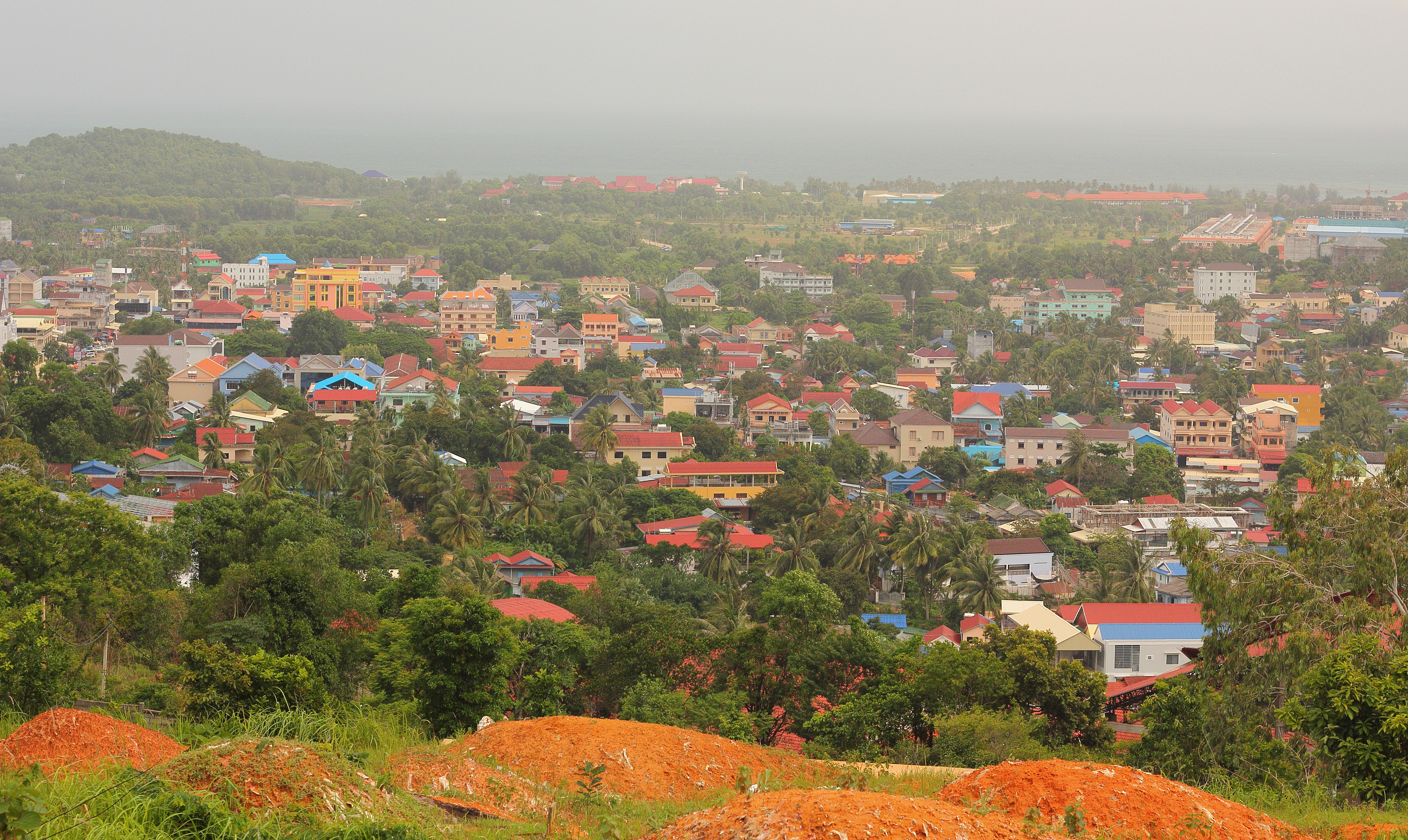
Sihanoukville (2014)

Sihanoukville, Khmer: ក្រុងព្រះសីហន, offiziell: Krong Preah Sihanouk („Stadt König Sihanouk“), zu Ehren Königs Norodom Sihanouk, ist eine Hafenstadt in Kambodscha am Golf von Siam und Hauptstadt der Provinz Sihanoukville (Khaet Preah Sihanouk). In der Stadt leben über 90.000 Einwohner (Stand 2008), die Stadt Sihanoukville ist die fünftgrößte des Landes.

## Geschichte
Der alte Name der Stadt lautet „Kampong Saom“ (auch „Kompong Som“). Bereits zur Kolonialzeit Frankreichs war Kampong Saom neben der kleinen Küstenstadt Kep, damals als die „Côte d’Azur“ Kambodschas bezeichnet, ein beliebtes Erholungsziel. Relikte französischer Kolonialvillen erinnern noch heute an diese Zeit.
Kurz nach der Machtübernahme der Roten Khmer kam es im Mai 1975 südlich von Sihanoukville bei der Insel Koh Tang zu einem militärischen Zwischenfall mit den USA: Die Roten Khmer hatten das US-Containerschiff Mayaguez aufgebracht und seine 39 Besatzungsmitglieder gefangen genommen. US-Präsident Gerald Ford und Außenminister Henry Kissinger befahlen daraufhin eine Befreiungsaktion, die jedoch nicht erfolgreich verlief. Hubschrauber von der US-Luftwaffenbasis Utapao (nahe Pattaya) landeten auf der Insel Koh Tang, um die US-Amerikaner zu befreien. Diese waren von den Roten Khmer jedoch bereits freigelassen worden. Bei Feuergefechten starben 15 US-Marineinfanteristen. Als Vergeltung für das missglückte Befreiungsmanöver der USA ließ Ford den Ölhafen von Sihanoukville und den Militärflugplatz Ream bombardieren.
1994 wurden in einem Eisenbahnzug auf der Strecke von Phnom Penh nach Sihanoukville nahe der Stadt Kampot drei westliche Rucksack-Touristen von Soldaten der Roten Khmer entführt. Als sich die kambodschanischen Behörden weigerten, das geforderte Lösegeld zu zahlen, wurden die Geiseln von den Entführern ermordet.
Einer der größten Giftmüll-Skandale in der Geschichte Kambodschas sorgte im Dezember 1998 für Schlagzeilen: Das taiwanische Unternehmen Formosa Plastics hatte 3000 Tonnen schwermetallbelasteten Müll zehn Kilometer außerhalb von Sihanoukville deponiert. Beim Entladen und Säubern des Schiffes waren fünf Arbeiter ums Leben gekommen. Als bekannt wurde, dass es sich bei der Schiffsladung um toxische Abfälle handelte, flohen mehrere Tausend Bewohner panikartig aus der Stadt. Vor dem Hintergrund des Widerstandes der Stadtbewohner musste das Unternehmen seinen giftigen Müll 1999 schließlich wieder re-exportieren. Der Giftmüll wurde nach Westmorland in Kalifornien (USA) verschifft.

## Verkehr
Die Stadt ist durch die von den USA finanzierte Nationalstraße 4, die ein Teil des Asiatischen Fernstraßen-Projektes AH11 (und AH123) ist, und die Bahnstrecke Phnom Penh–Sihanoukville an die etwa 235 km entfernte Hauptstadt Phnom Penh angebunden. Die Straße NR48 führt via Sre Ambel nach Koh Kong an der Grenze zu Thailand. Es existierte eine unzuverlässige Schnellboot-Verbindung mit Koh Kong, die seit der Fertigstellung neuer Brücken entlang der NR48 eingestellt wurde. Zwischen Sihanoukville und Siem Reap bestand für kurze Zeit wieder eine Flugverbindung. Seit dem 17. Januar 2007 wurde die Stadt dreimal wöchentlich von der PMT Air bedient. Nach einem Flugzeugabsturz am 25. Juni 2007 wurde der Verkehr wieder eingestellt.
Seit Mai 2013 gibt es wieder Flugverbindungen vom Sihanouk International Airport nach Siem Reap und nach Phnom Penh mit der heimischen Cambodia Angkor Air.

## Hafen

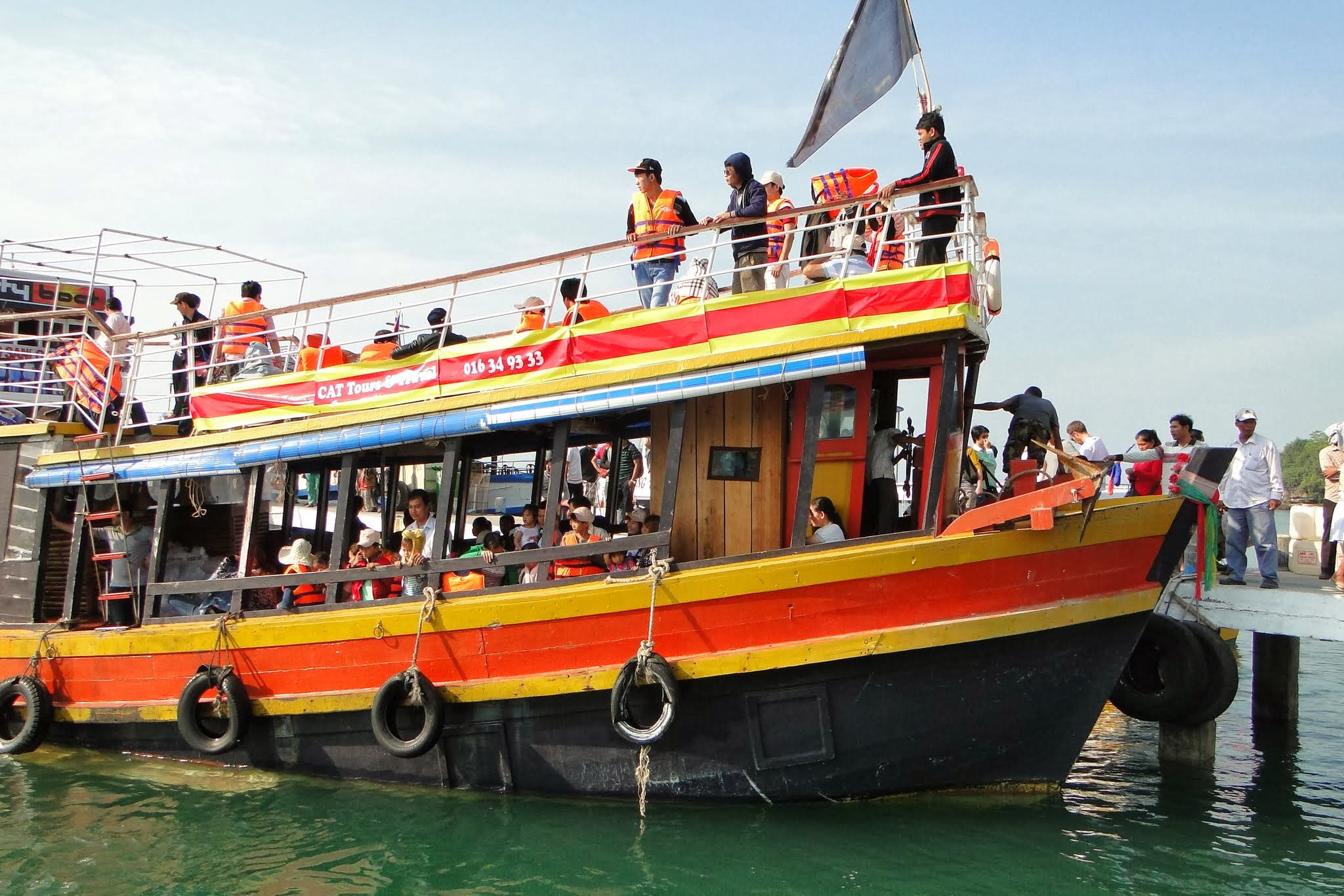
Partyboat

Kurz nach der politischen Unabhängigkeit Kambodschas wurde 1956 der Bau eines von Frankreich finanzierten Tiefsee-Hafens begonnen, um die Versorgung Kambodschas über Saigon (heute: Ho-Chi-Minh-Stadt) zu beenden und damit einen eigenen, von Vietnam unabhängigen Zugang zum Seehandel zu schaffen. Während des Zweiten Indochinakriegs wurde der militärische Nachschub für Kambodscha, aber auch für den in Südvietnam operierenden Vietcong, über den 1960 fertiggestellten Hafen Kompong Som abgewickelt.
Während der Khmer-Rouge-Herrschaft 1975–1979 war das Löschen der Schiffe mit erheblichen Problemen behaftet: Zeitzeugen berichteten über zum Teil wochenlange Wartezeiten. 1979 wurde der Hafen durch Techniker aus der Sowjetunion und der DDR instand gesetzt. Heute verfügt der Hafen über einen Container-Terminal, der derzeit mit japanischen Mitteln ausgebaut wird. Neben der Landverbindung Poipet – Aranyaprathet nach Thailand geht heute ein Großteil des kambodschanischen Im- und Exports über Sihanoukville.

## Wirtschaft
Neben dem Hafen spielt als wirtschaftliches Standbein der Tourismus eine zunehmend bedeutende Rolle. Sihanoukville verfügt über Strände sowohl auf dem Festland als auch auf den vorgelagerten Inseln. Allerdings kommt die Erschließung der Strände nicht immer der ansässigen Bevölkerung zugute. Über Nacht werden Strandabschnitte planiert und kleine Dörfer und Restaurants verschwinden plötzlich, um großen Investitionen Platz zu machen. Eine Brauerei, die unter anderem Angkor Beer, Bayon Beer und Pepsi-Cola abfüllt, und mehrere Casinos bescheren der Stadt weitere Steuereinnahmen.
Durch chinesische Investitionen wurden in den 2010er-Jahren zahlreiche neue Hotels und Spielkasinos errichtet; die kambodschanische Regierung unterstützte die Unternehmen unter anderem mit Steuererleichterungen und kostenlosem Bauland. Wegen der Nachfrage durch chinesische Investoren stieg der Quadratmeterpreis für Grundstücke in beliebter Strandlage von 500 Dollar im Jahr 2017 auf 4000 Dollar 2018. 2018 kamen knapp 203.000 chinesische Touristen nach Sihanoukville. Später wurden viele Casino- und Hotelprojekte gestoppt.
Das Geschäft und der Bau der Casinos hat die Landschaft und die Strände der Stadt sowie der umliegenden Inseln stark geschädigt. Neben der unzureichenden Infrastruktur um diese Gebäude zu betreiben, werden an den Stränden täglich diverse Baumaterialien und Müll angespült.
Die Größenordnung des Schmuggels, der über den Hafen von Sihanoukville abgewickelt wird, ist schwer abschätzbar, dürfte jedoch nicht unerheblich sein.

## Gesundheit und Menschenhandel
Prostitution, auch aufgrund des Tourismus, und Drogenkonsum haben zu einem sprunghaften Anstieg von HIV-Infizierten geführt. Neben der Berufsgruppe der Prostituierten sind auch Fischer stark betroffen. Nach einer 2005 veröffentlichten Studie gelten 20 Prozent der Fischer von Sihanoukville als HIV-infiziert.
Eine im Jahr 2022 veröffentlichte Recherche von Spiegel ergab, dass Menschenhändler Jobsuchende aus ganz Asien nach Sihanoukville bringen, dort ihre Pässe verkaufen und sie zur Arbeit als Betrüger zwingen.